# Stiphodon zebrinus
Stiphodon zebrinus är en fiskart som beskrevs av Watson, Allen och Kottelat, 1998. Stiphodon zebrinus ingår i släktet Stiphodon och familjen smörbultsfiskar. Inga underarter finns listade i Catalogue of Life.